# Glencairn (Toronto Subway)

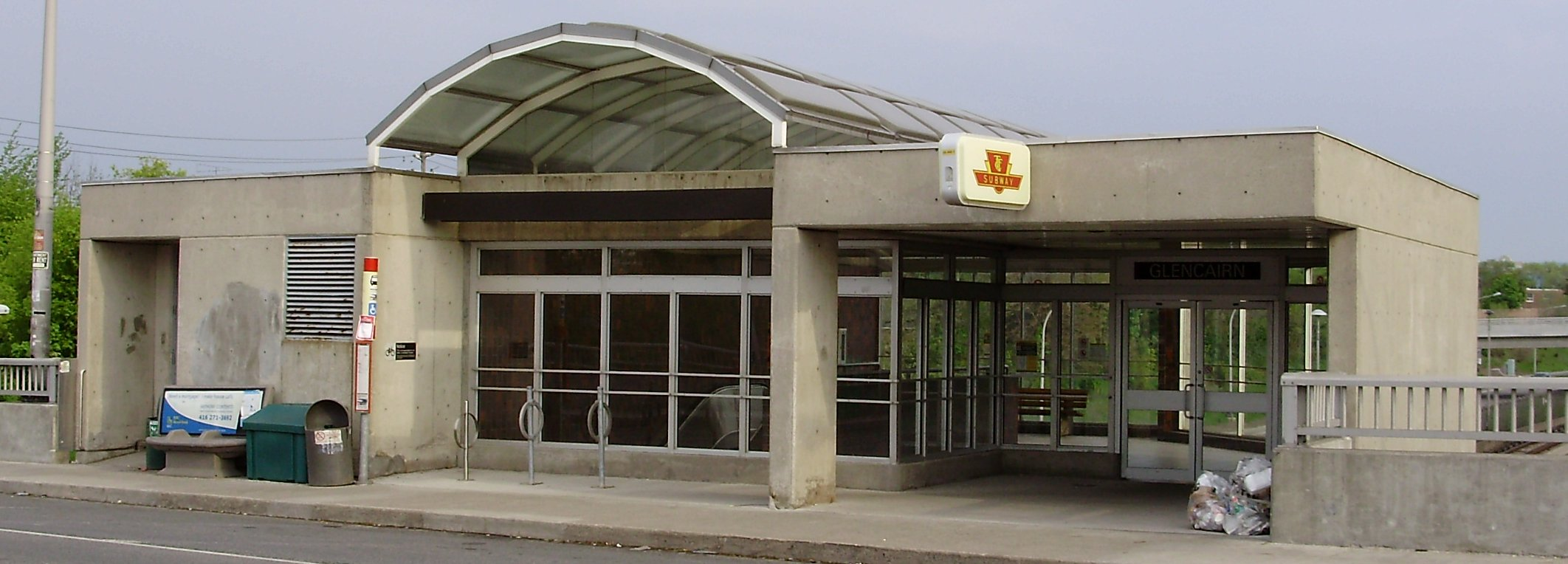
Eingang zur Station Glencairn

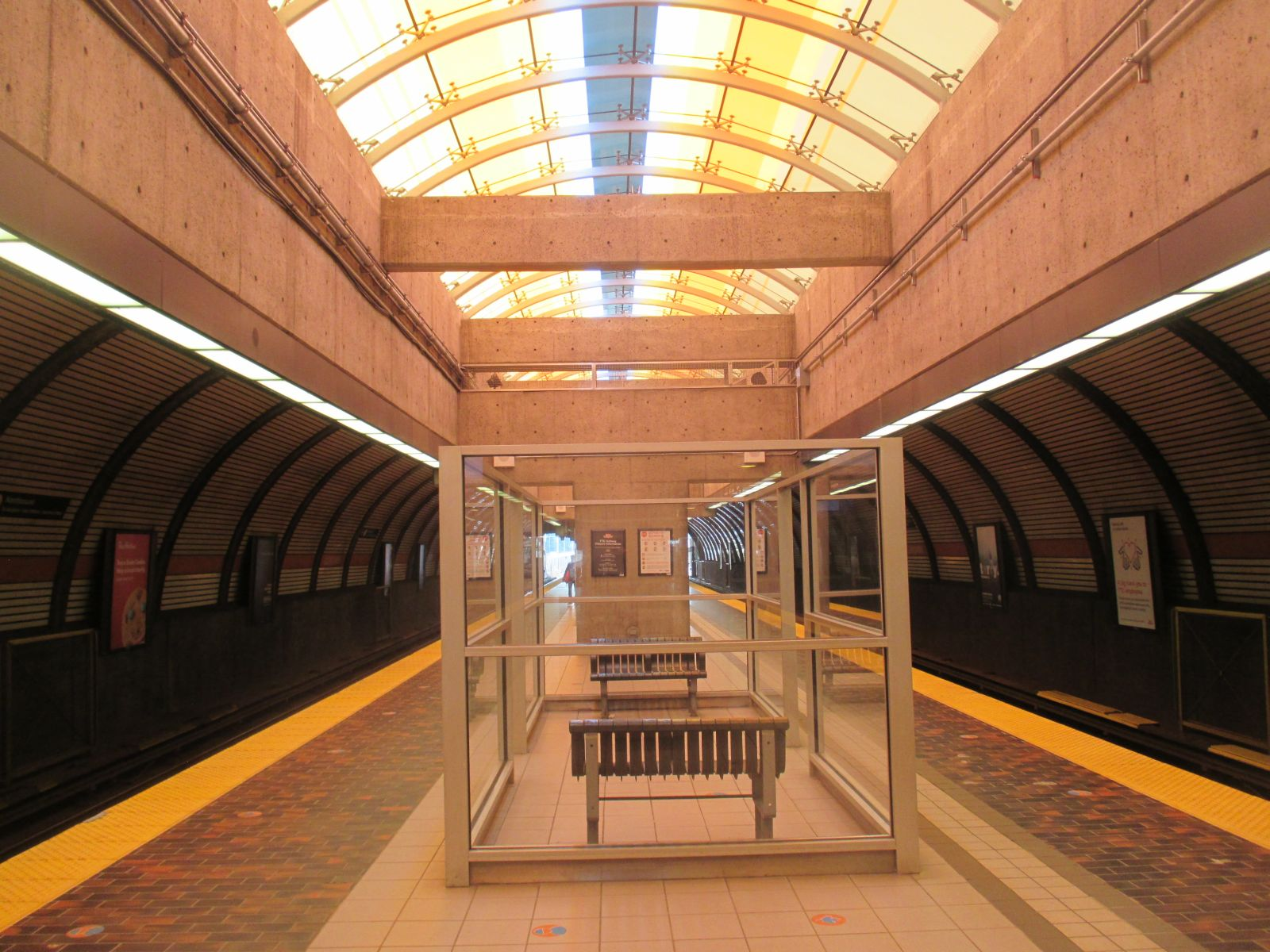
Bahnsteigebene

Glencairn ist eine oberirdische U-Bahn-Station in Toronto. Sie liegt an der Yonge-University-Linie der Toronto Subway, an der Kreuzung von Allen Road und Glencairn Avenue. Die Station besitzt einen Mittelbahnsteig und wird täglich von durchschnittlich 6.940 Fahrgästen genutzt (2018), womit sie zu den am schwächsten frequentierten des gesamten Netzes gehört. Es besteht eine Umsteigemöglichkeit zu einer Buslinie der Toronto Transict Commission.
Die Eröffnung der Station erfolgte am 28. Januar 1978, zusammen mit dem Abschnitt zwischen St. George und Wilson. Die überwiegend aus Sichtbeton erbaute Station liegt im Mittelsreifen der Allen Road, einem mehrspurigen Zubringer zum Highway 401, unter der Brücke der kreuzenden Glencairn Avenue. Einen Aufgang gibt es auch zur weiter südlich liegenden Brücke der Viewmount Avenue. Der Bahnsteig wird auf seiner gesamten Länge von einem gewölbten Glasdach überdeckt, welches das natürliche Tageslicht durchscheinen lässt. Der Boden und einzelne Wände sind mit rotbraunen Fliesen bedeckt.
Für die Gestaltung der Station war das Architekturbüro Adamson Associates verantwortlich. Ein von Rita Le Tendre bemaltes Oberlicht namens Joy schmückte einst die Station. Aufgrund der starken Sonneneinstrahlung verblasste es zusehends und wurde schließlich nach einigen Jahren auf Wunsch der Künstlerin entfernt. Die zweite, im September 2020 installierte Version ist eine Neuinterpretation des ursprünglichen Werks. Sie besteht aus Kunstfarben, die zwischen zwei Glasplatten eingefügt sind.